# Schönenberg (Gummersbach)
Schönenberg is een plaats in de Duitse gemeente Gummersbach, deelstaat Noordrijn-Westfalen, en telt 166 inwoners (2007).

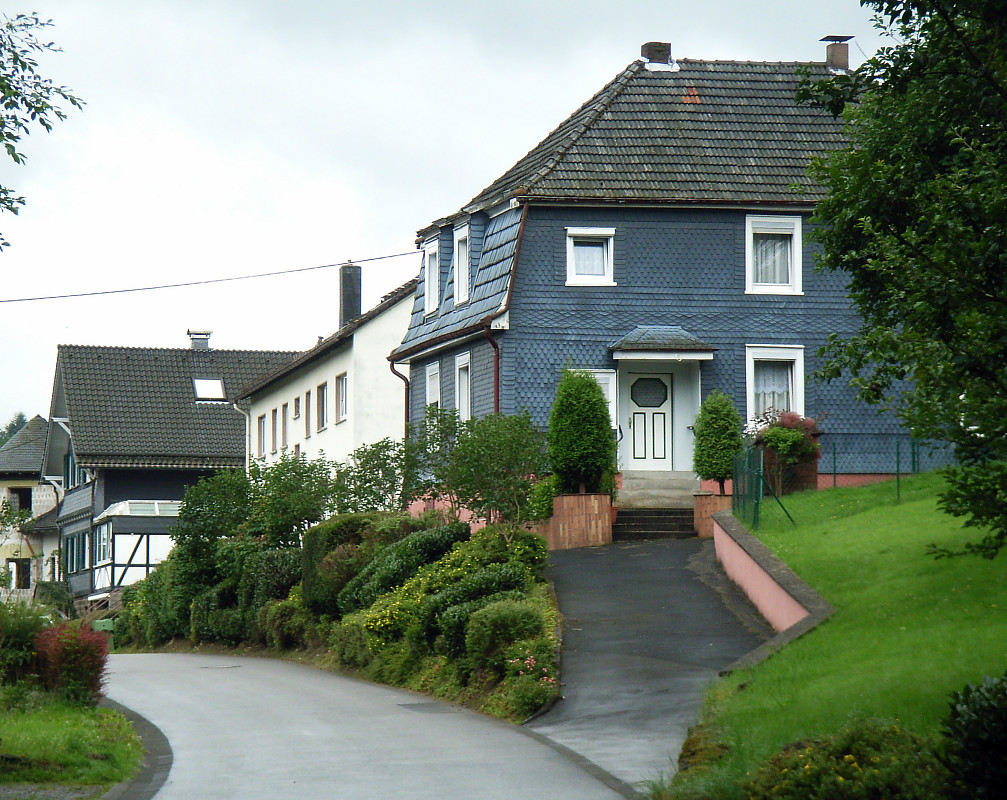
Straatje